# Raiding
Raiding (ungarisch Doborján, kroatisch Rajnof) ist eine Marktgemeinde im Bezirk Oberpullendorf im Burgenland in Österreich.

## Geografie
Die Gemeinde liegt am Raidingbach im Mittelburgenland.

## Geschichte
Vor Christi Geburt war das Gebiet Teil des keltischen Königreiches Noricum und gehörte zur Umgebung der keltischen Höhensiedlung Burg auf dem Schwarzenbacher Burgberg. Es wurde vom keltischen Stamm der Boier bewohnt. Unter den Römern lag das heutige Raiding dann in der Provinz Pannonia und anschließend nach der Völkerwanderung siedelte das Reitervolk der Awaren hier. Im Hochmittelalter war Raiding slawisches Siedlungsgebiet und unter dem Namen Rudnik bekannt.
1425 wurde Raiding erstmals urkundlich als Dobornya erwähnt. Der Ort gehörte, wie das gesamte Burgenland, bis 1920/21 zu Ungarn (Deutsch-Westungarn). Seit 1898 musste aufgrund der Magyarisierungspolitik der Regierung in Budapest der ungarische Ortsname Doborján verwendet werden. Nach Ende des Ersten Weltkriegs wurde nach zähen Verhandlungen Deutsch-Westungarn in den Verträgen von St. Germain und Trianon 1919 Österreich zugesprochen.
Raiding gehört seit 1921 zum neu gegründeten Bundesland Burgenland (siehe auch Geschichte des Burgenlandes).
Mit 1. Jänner 1971 wurde Raiding im Rahmen des „Gemeindestrukturverbesserungsgesetzes“ durch einen Beschluss der Burgenländischen Landesregierung mit Lackendorf und Unterfrauenhaid zur neuen „Gemeinde Raiding-Unterfrauenhaid“ vereinigt. Diese Großgemeinde wurde per Verordnung vom 6. September 1989 mit 1. Jänner 1990 wieder aufgelöst, womit Raiding – wie auch Lackendorf sowie Unterfrauenhaid – wieder eine den Grenzen der Katastralgemeinde folgende selbständige Gemeinde wurde.
Die Gemeinde Raiding besitzt seit 1. August 1990 das Recht zur Führung der Bezeichnung „Marktgemeinde“.

## Wirtschaft
Weinbau wird im Haupt- und Nebenerwerb betrieben. Daneben gibt es Unternehmen des Metallbaus und der Sodawassererzeugung. Außerdem gibt es einige Schnapsbrenner im Nebenerwerb.

## Kultur und Sehenswürdigkeiten

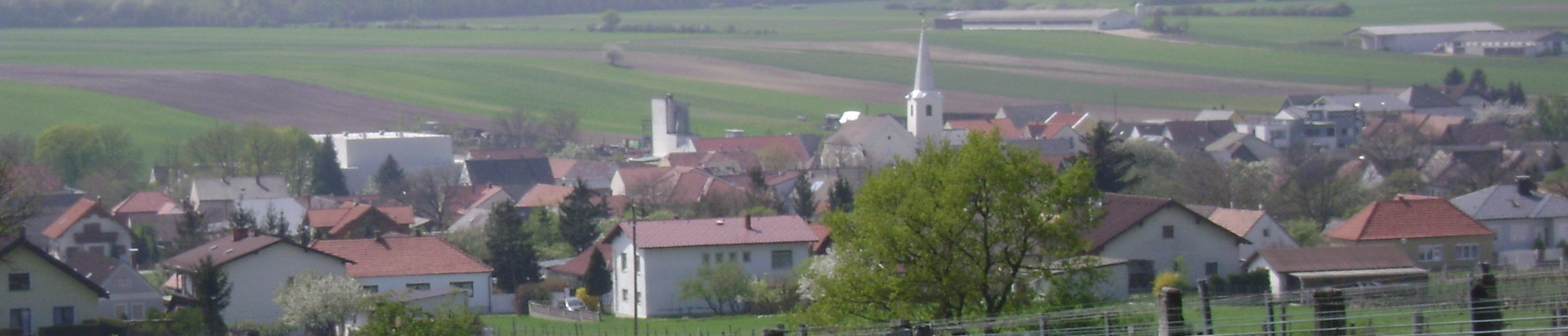
Ortszentrum von Raiding

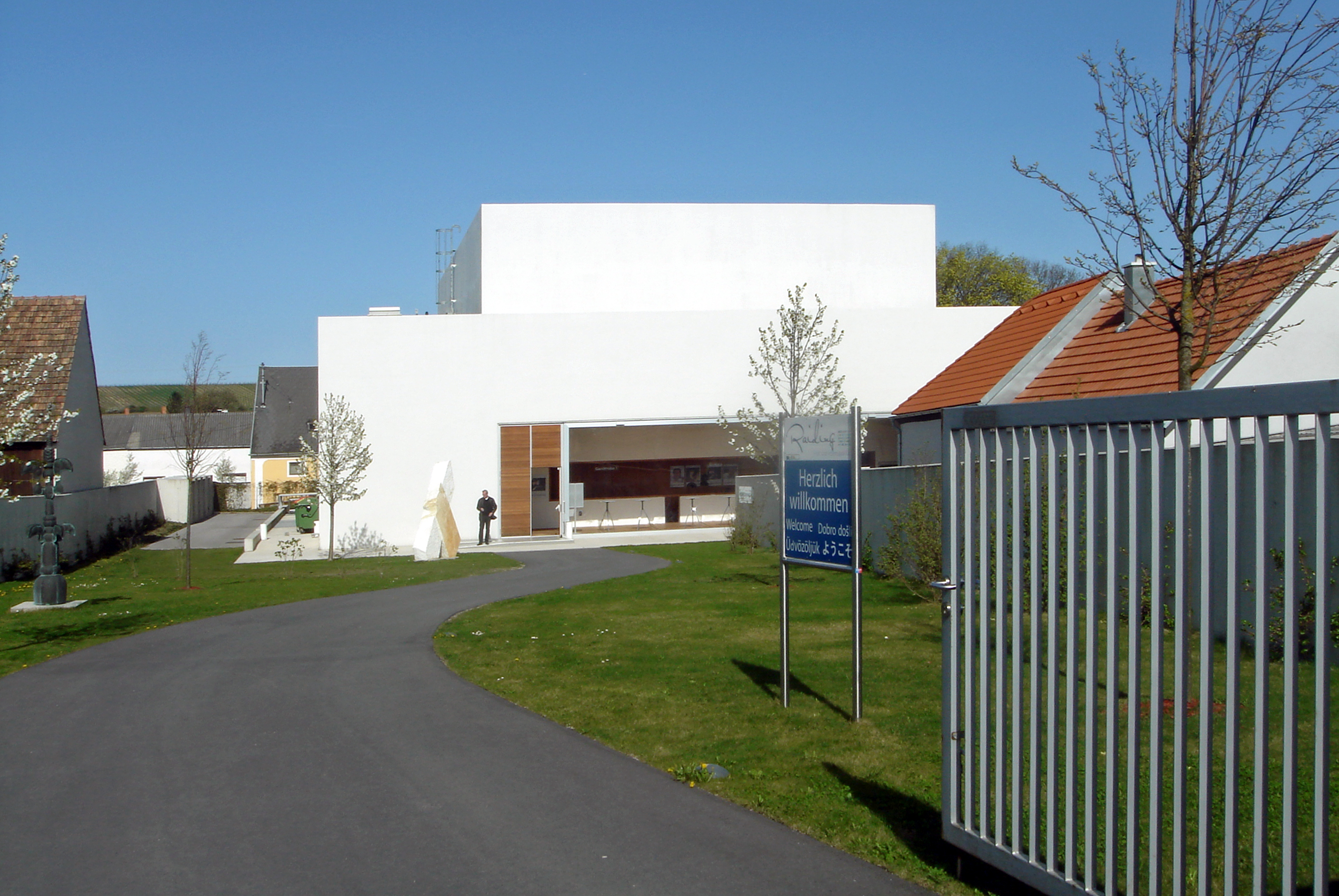
Franz-Liszt-Konzerthaus

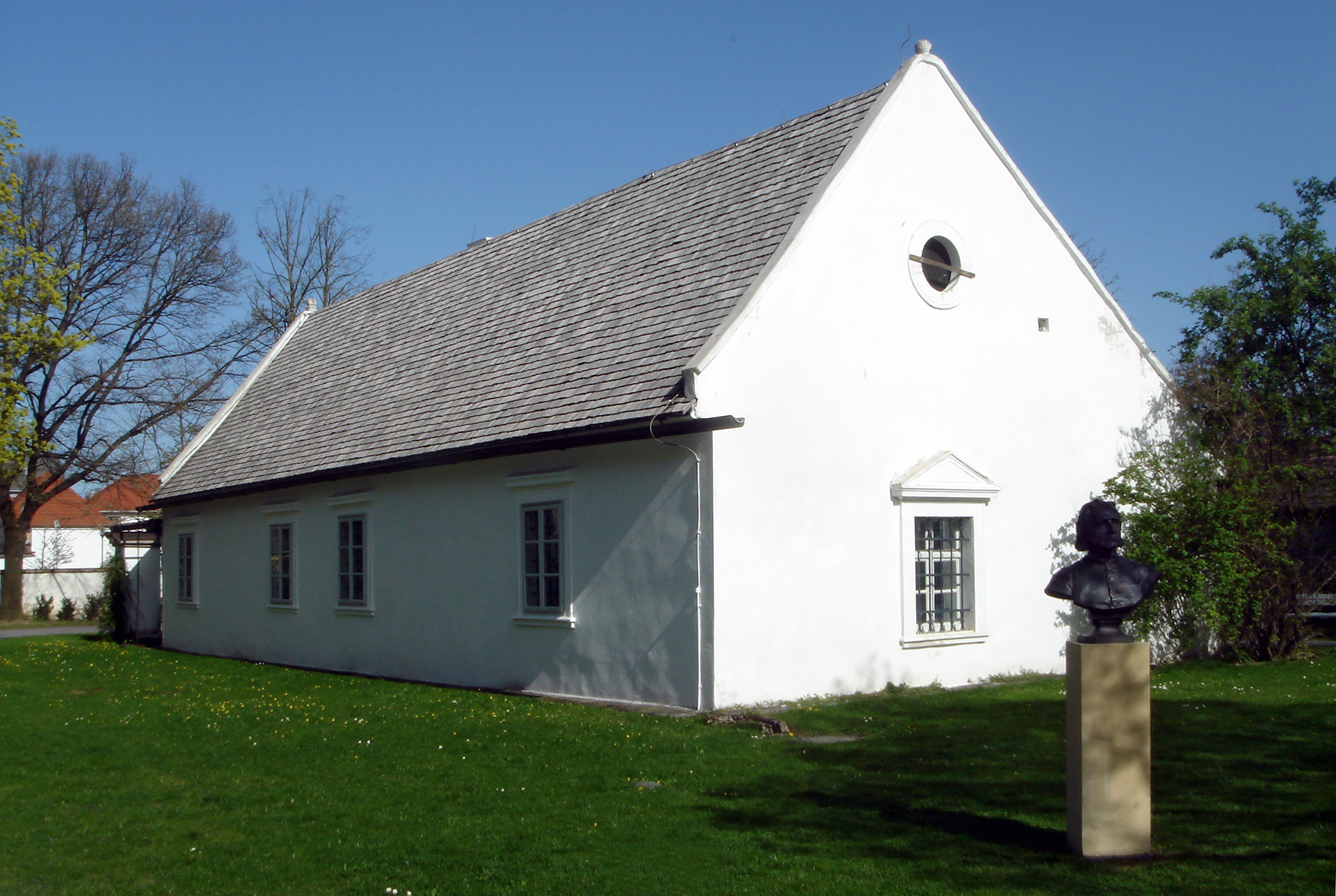
Franz-Liszt-Geburtshaus

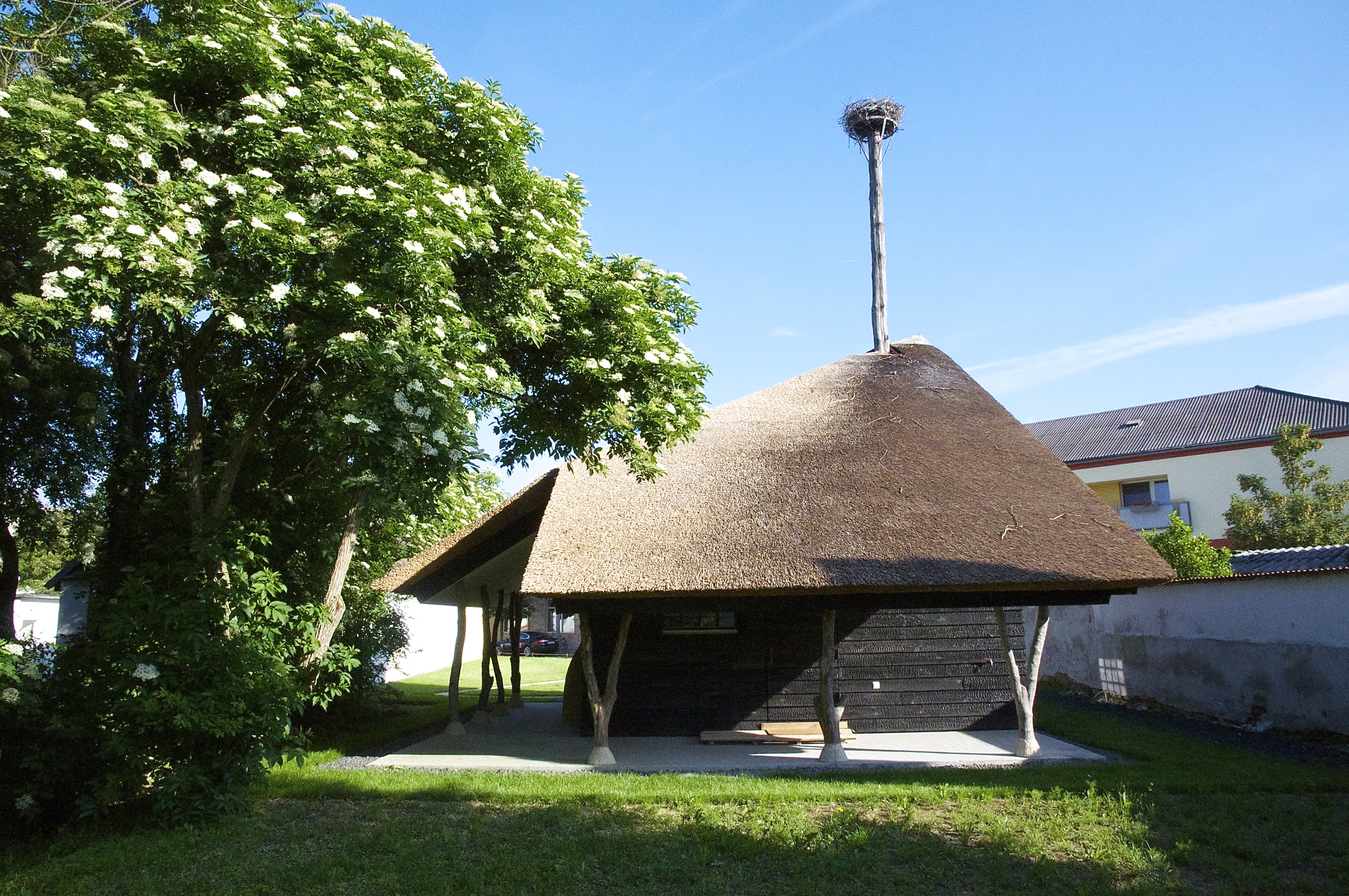
Storchenhaus von Terunobu Fujimori

- Pfarrkirche Raiding: Die römisch-katholische Pfarrkirche hat ein Kirchenschiff aus 1927 und einen älteren Kirchturm.
- Franz-Liszt-Geburtshaus: Im Geburtshaus von Franz Liszt ist seit 1951 ein Museum über das Leben des Komponisten eingerichtet.
- Franz-Liszt-Konzerthaus: Das Konzerthaus wurde 2006 nach den Plänen des niederländischen Architekturbüros Atelier Kempe Thill in unmittelbarer Nähe des Geburtshauses von Franz Liszt errichtet. Der Konzertsaal fasst rund 590 Sitzplätze. Im Mittelpunkt des Programms steht die Klavier- und Kammermusik von Franz Liszt.
- Storchenhaus: Der japanische Architekt Terunobu Fujimori baute das sogenannte Storchenhaus in Raiding[5]. Das Gästehaus wurde im Rahmen eines kulturellen Austauschprogramms zwischen Japan und Österreich gebaut und am 27. Oktober 2012 fertiggestellt.[6][7]
- Der Film Totstellen von Axel Corti aus dem Jahr 1975 spielt in Teilen in Raiding.

### Regelmäßige Veranstaltungen
- Experimentelle Gasthäuser: Seit dem Jahr 2010 errichtet die Kunst- und Architekturinitiative Raiding Project experimentelle Gasthäuser von namhaften japanischen Architekten in der Gemeinde. Die Aktivitäten werden durch ein hochkarätiges künstlerisches Rahmenprogramm begleitet.
- Liszt Festival Raiding: Das Liszt Festival Raiding findet seit der Eröffnung des Franz-Liszt-Konzerthauses 2006[8] alljährlich zu vier Terminen, den vier Jahreszeiten angepasst, jeweils an 3 bis 4 Tagen statt. Es gibt jedes Jahr Konzerte zu jährlich verschiedenen Themen. 2020 wurde die Veranstaltung aufgrund der COVID-19-Pandemie abgesagt.[9]

## Wirtschaft und Infrastruktur
Raiding war seit 1908 mit der Halte- und Ladestelle Raiding-Lackendorf an die Burgenlandbahn angeschlossen. Der Personenverkehr wurde 2001 eingestellt.
Unter der Woche verkehren Buslinien. Am Wochenende ist die Gemeinde praktisch nicht mit dem öffentlichen Verkehr erreichbar.

## Politik

### Gemeinderat
Der Gemeinderat umfasst aufgrund der Anzahl der Wahlberechtigten insgesamt 15 Mitglieder.
| Partei          | 2022             | 2022             | 2022             | 2017             | 2017             | 2017             | 2012             | 2012             | 2012             | 2007             | 2007             | 2007             | 2002             | 2002             | 2002             | 1997             | 1997             | 1997             |
| Partei          | Sti.             | %                | M.               | Sti.             | %                | M.               | Sti.             | %                | M.               | Sti.             | %                | M.               | Sti.             | %                | M.               | Sti.             | %                | M.               |
| --------------- | ---------------- | ---------------- | ---------------- | ---------------- | ---------------- | ---------------- | ---------------- | ---------------- | ---------------- | ---------------- | ---------------- | ---------------- | ---------------- | ---------------- | ---------------- | ---------------- | ---------------- | ---------------- |
| ÖVP             | 327              | 51,58            | 8                | 364              | 52,68            | 8                | 366              | 50,41            | 8                | 335              | 44,91            | 7                | 266              | 41,56            | 6                | 196              | 34,33            | 4                |
| SPÖ             | 307              | 48,42            | 7                | 327              | 47,32            | 7                | 341              | 46,97            | 7                | 392              | 52,55            | 8                | 374              | 58,44            | 9                | 331              | 57,97            | 8                |
| LBL             | nicht kandidiert | nicht kandidiert | nicht kandidiert | nicht kandidiert | nicht kandidiert | nicht kandidiert | 19               | 2,62             | 0                | nicht kandidiert | nicht kandidiert | nicht kandidiert | nicht kandidiert | nicht kandidiert | nicht kandidiert | nicht kandidiert | nicht kandidiert | nicht kandidiert |
| FBL             | nicht kandidiert | nicht kandidiert | nicht kandidiert | nicht kandidiert | nicht kandidiert | nicht kandidiert | nicht kandidiert | nicht kandidiert | nicht kandidiert | 19               | 2,55             | 0                | nicht kandidiert | nicht kandidiert | nicht kandidiert | nicht kandidiert | nicht kandidiert | nicht kandidiert |
| FPÖ             | nicht kandidiert | nicht kandidiert | nicht kandidiert | nicht kandidiert | nicht kandidiert | nicht kandidiert | nicht kandidiert | nicht kandidiert | nicht kandidiert | nicht kandidiert | nicht kandidiert | nicht kandidiert | nicht kandidiert | nicht kandidiert | nicht kandidiert | 44               | 7,71             | 1                |
| Wahlberechtigte | 903              | 903              | 903              | 877              | 877              | 877              | 842              | 842              | 842              | 845              | 845              | 845              | 774              | 774              | 774              | 705              | 705              | 705              |
| Wahlbeteiligung | 76,19 %          | 76,19 %          | 76,19 %          | 83,69 %          | 83,69 %          | 83,69 %          | 90,86 %          | 90,86 %          | 90,86 %          | 92,19 %          | 92,19 %          | 92,19 %          | 87,60 %          | 87,60 %          | 87,60 %          | 88,09 %          | 88,09 %          | 88,09 %          |

### Gemeindevorstand
[veraltet]Neben Bürgermeister Markus Landauer (ÖVP) und Vizebürgermeister Christian Zimmer (SPÖ) gehören weiters die geschäftsführenden Gemeinderäte Marcus Gullner (ÖVP), Thomas Kautz (SPÖ) und Peter Zolles (ÖVP) dem Gemeindevorstand an.

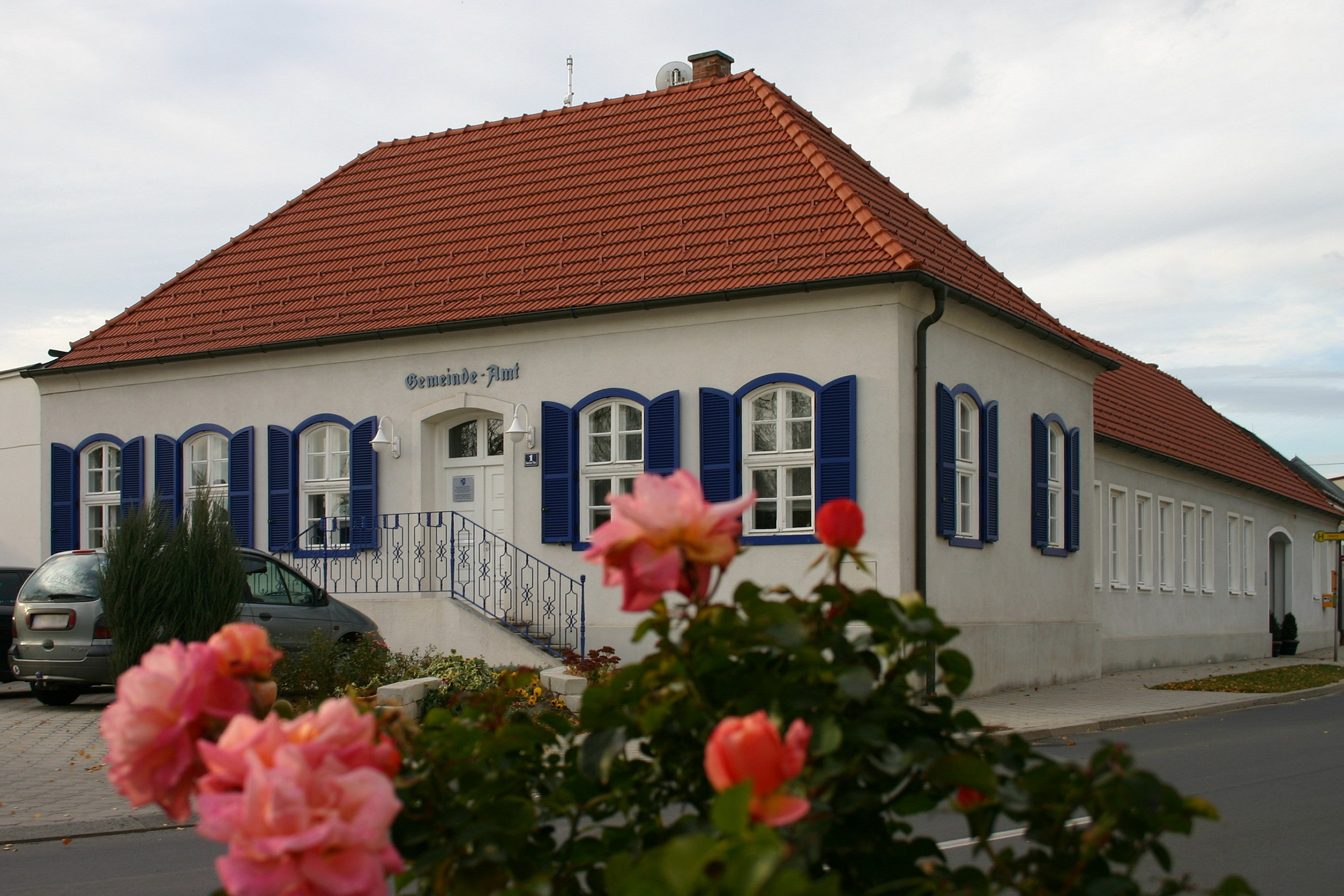
Gemeindeamt Raiding

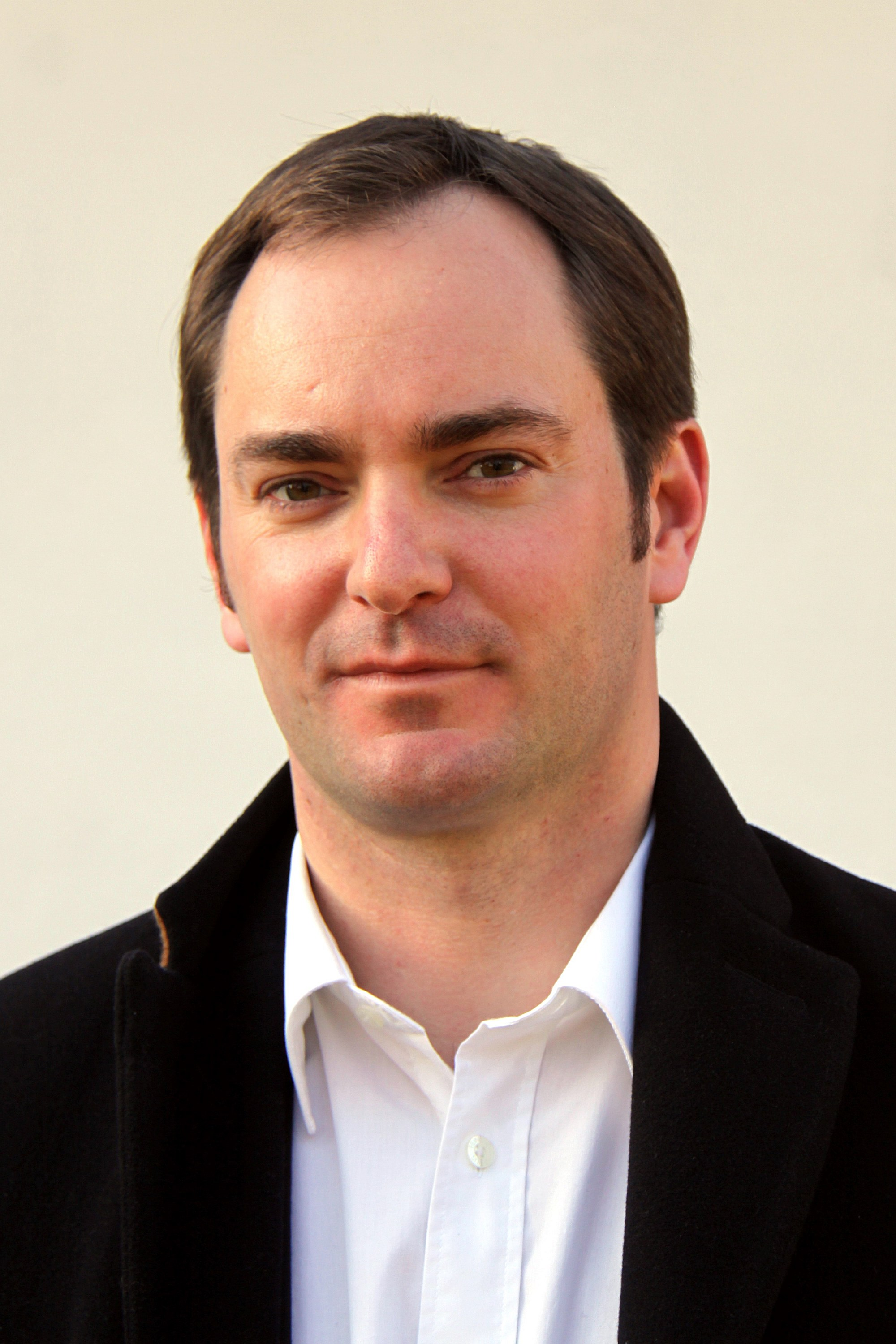
Bürgermeister Markus Landauer

Zum Gemeindekassier wurde Peter Minasch (SPÖ) und zum Umweltgemeinderat wurde Peter Zolles (ÖVP) gewählt.

### Bürgermeister
Bürgermeister ist Markus Landauer (ÖVP). Er setzte sich bei der Bürgermeisterdirektwahl 2007 mit 50,20 % gegen die seit 2002 amtierende Bürgermeisterin Anna Schlaffer (SPÖ, 49,80 %) durch. Bei der Wahl am 1. Oktober 2017 wurde Landauer mit 61,95 % in seinem Amt bestätigt. Als Mitbewerber trat Christian Zimmer (SPÖ) an, der auf 38,05 % kam.
Bei der Wahl 2022 erreichte Markus Landauer im ersten Wahlgang 61,51 Prozent der Stimmen und blieb weiterhin Bürgermeister von Raiding.
Amtsleiterin ist Elisabeth Ackerler.

### Wappen
|  | Blasonierung: „In dem von Silber und Blau gespaltenen Schild vorne ein blauer Weinstock mit zwei Trauben und einem Blatt, hinten ein nach rechts gewendetes steigendes silbernes Einhorn“ Das Wappen wurde am 18. Juli 1990 verliehen. Das Einhorn ist dem Familienwappen der adeligen Familie Illéssy entnommen, deren Edelhof zum Geburtshaus von Franz Liszt wurde. Der Weinstock verweist auf den Weinbau in der Gemeinde. |

### Partnergemeinde
Grafenwörth in Niederösterreich ist Partnergemeinde von Raiding.

## Söhne und Töchter der Gemeinde
- Franz Liszt (1811–1886), Komponist und Musiker
- Martin Drescher (1888–1958), Landwirt und Politiker (ÖVP)
- Johann Erhardt (1926–2019), Landwirt und Politiker (ÖVP)
- Johann Wolf (1931–2006), Hauptschullehrer und Politiker (ÖVP)
- Franz Stocker (* 1933), Elektromonteur, Mitglied des Bundesrates und Abgeordneter zum Nationalrat
- Paul Iby (* 1935), römisch-katholischer Bischof von Eisenstadt
- Anna Schlaffer (* 1953), Politikerin (SPÖ) und diplomierte Sozialarbeiterin

### Ehrenbürger
Quelle: Marktgemeinde Raiding
- Paul Iby, Diözesanbischof (verliehen am 20. Oktober 1991)
- Melinda Esterhàzy de Galantha †, Fürstin, Großgrundbesitzerin (verliehen am 18. September 1993)

### Ehrenringträger
Quelle: Marktgemeinde Raiding
- Alois Nöhrer, Bürgermeister a. D. (verliehen am 24. September 1995)
- Josef Fennesz, Gemeindeoberamtsrat a. D. (verliehen am 29. Mai 1997)
- Johann Erhardt, Landtagspräsident a. D. (verliehen am 13. September 2009)
- Franz und Inge Drescher, Pflege-Zentrum Raiding (verliehen am 3. Oktober 9)2015

### Träger der „Franz-Liszt-Medaille“
Quelle: Marktgemeinde Raiding
- Franz Weninger † (verliehen am 22. Dezember 1990)
- Johann Erhardt, Landtagspräsident (verliehen am 20. Oktober 1996)
- Emil Schreiner † (verliehen am 20. Oktober 1996)
- Martin Waranitsch, Obmann Seniorenbund (verliehen am 15. Dezember 2012)